# Kỳ Lạc
Kỳ Lạc là một xã thuộc huyện Kỳ Anh, tỉnh Hà Tĩnh, Việt Nam.

## Địa lý
Xã Kỳ Lạc nằm ở phía nam huyện Kỳ Anh, có vị trí địa lý:
- Phía đông và phía nam giáp tỉnh Quảng Bình
- Phía tây giáp xã Kỳ Sơn
- Phía bắc giáp xã Lâm Hợp và thị xã Kỳ Anh.

## Lịch sử
Giữa xã Kỳ Lạc với xã Ngư Hóa, Tuyên Hóa, Quảng Bình có 1.400 ha đất tranh chấp, trong đó có đất canh tác và có khoảng 2.400 người thuộc xã Ngư Hóa, huyện Tuyên Hóa đang sinh sống.
Ngày 17 tháng 7 năm 2019, HĐND tỉnh Hà Tĩnh ban hành Nghị quyết số 157/NQ-HĐND về việc thành lập thôn Xuân Tiến trên cơ sở thôn Lạc Xuân và thôn Lạc Tiến.

## Giao thông
Xã Kỳ Lạc có quốc lộ 22 chạy qua.